# HMS Orestes (J277)
«Орестес» (англ. HMS Orestes (J277) — військовий корабель, тральщик типу «Алджерін» Королівського військово-морського флоту Великої Британії часів Другої світової війни.

## Історія створення
Тральщик «Орестес» був закладений 27 березня 1942 року на верфі компанії Lobnitz & Co. у Ренфрю. 25 листопада 1942 року він був спущений на воду, а 10 квітня 1943 року увійшов до складу Королівських ВМС Великої Британії.

## Історія служби
Корабель брав участь у бойових діях на морі в Другій світовій війні, бився в Атлантиці, в Арктиці, супроводжував конвої.
Наприкінці березня 1944 року «Орестес» супроводжував конвой JW 58 з 47 транспортних та вантажних суден до берегів Радянського Союзу.